# 小花杜鹃
小花杜鹃（学名：Rhododendron minutiflorum），为杜鹃花科杜鹃花属下的一个植物种。